# Пятнистая беседковая птица
Пятнистая беседковая птица, или воротничковая беседковая птица (Chlamydera maculata) — вид воробьиных птиц из семейства шалашниковых (Ptilonorhynchidae). Ведёт малоподвижный образ жизни, обитает в сухих местах восточной Австралии. Этот вид известен своим поведением, как и многие другие представители семейства, которое включает строительство и украшение гнезда, демонстрацию ухаживания и вокальную мимикрию. Считается, что популяция пятнистых беседковых птиц сокращается.

## Описание
Пятнистые шалашники имеют длину 29 см, при этом имеют довольно стройное и компактное строение тела. Пятнистые беседковые птицы имеют половой диморфизм.

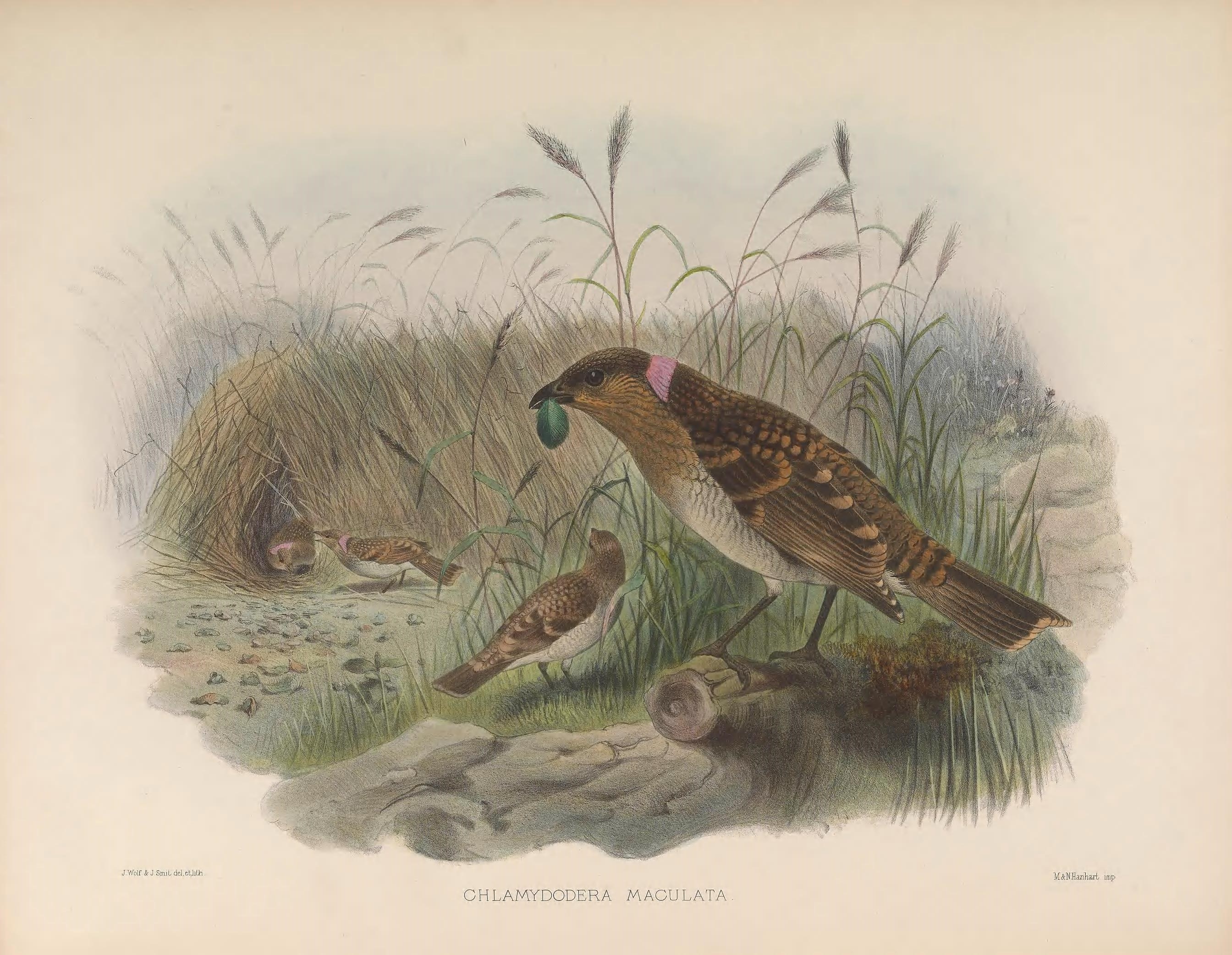

У птицы бледно-рыжая голова, с коричневатым затылком, который украшен сиренево-розовым гребнем. Верхняя часть тела — черновато-коричневая с янтарными пятнами, тогда как нижняя часть — светло-кремовая с сероватыми гребешками и полосами с желтоватым оттенком в нижней части живота и подхвостье. Клюв чёрный, глаза тёмно-коричневые, ноги оливково-коричневые.

### Голос
Типичные звуки пятнистой беседковой птицы включают громкое, резкое чириканье и другие ноты, а также сложную вокальную мимикрию, характерную для серых беседковых птиц. Пятнистые шалашники прекрасно имитируют крики многих птиц, а также другие звуки.
При приближении людей или других потенциальных угроз пятнистые шалашники часто имитируют крики хищных птиц, таких как клинохвостый орёл (Aquila audax), синекрылая кукабара (Dacelo leachii), сероспинная флейтовая птица (Cracticus torquatus), ворона-свистун (Gymnorhina tibicen) и других.
Другие имитируемые звуки включают движение крупных травоядных животных через кустарник или по упавшим ветвям, звяканье проволоки, треск дров, хлыста.

## Место обитания
Пятнистые шалашники чаще всего встречаются в сухих, открытых склерофитовых лесах с густым подлеском из небольших деревьев и кустарников, где их оперение приспосабливается к окружающей среде. Особое предпочтение эти птицы отдают местообитаниям, где преобладают виды эвкалиптов (Eucalyptus) и / или Бригалоу (Acacia harpophylla), которые имеют схожесть с речными лесами. Пятнистые беседковые птицы часто населяют сады, парки, сельские угодья и сады.

## Питание
Рацион пятнистых шалашников состоит в основном из фруктов, цветов и семян, а также из членистоногих. Известно также, что могут питаться и остатками еды из кемпингов и домов, совершать набеги на сады и огороды в поисках фруктов.  Пятнистые шалашники обычно кормятся в одиночку или небольшими группами, но иногда их можно увидеть стаями по 10-30 птиц. 

## Размножение
Размножение длится с июля по март, большая часть яиц откладывается с октября по февраль.
Как и большинство шалашников, пятнистые шалашники полигинны, а самцы строят и поддерживают беседки, которые служат для проявления мужских качеств для потенциальных партнёрш. Пятнистые шалашники строят аллеи из травы и веток. Самцы могут окрашивать стены беседок, используя пережёванную траву и слюну.
Беседки обычно строят под большими колючими кустами, которые обеспечивают укрытие от хищников, а также близость к плодам. Некоторые места для беседок, известны как традиционные места, могут сохраняться более 20 лет. Они перестраиваются каждый год несколькими самцами.

### Украшение места для ухаживания

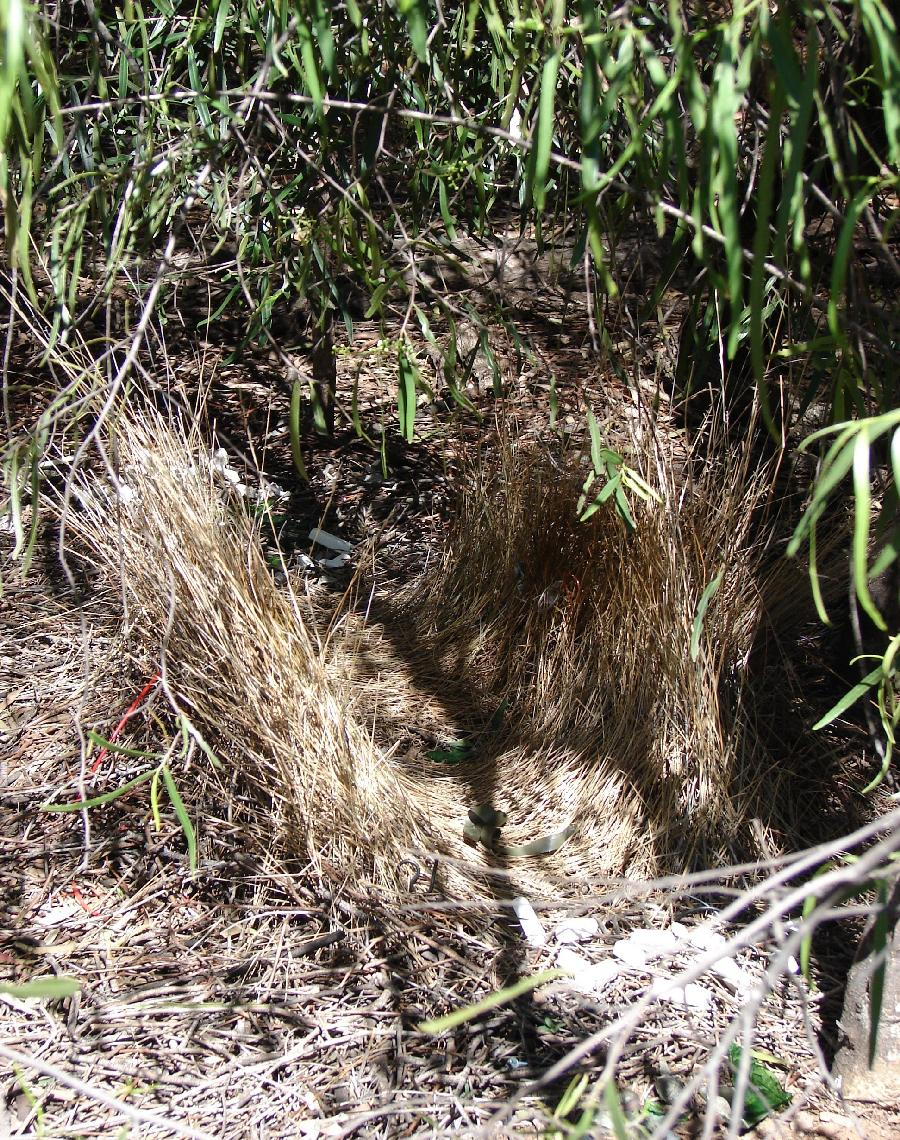
Беседка пятнистого шалашника

Место для демонстрации ухаживания расположено в непосредственной близости от беседок и украшено листьями, цветами, фруктами, твёрдыми экскрементами насекомых и экзувиями, раковинами, яичной скорлупой, костями, камнями и углём. Искусственные предметы также часто используются для украшения беседок, включая стекло, проволоку, фольгу и другие металлические предметы. Количество и типы украшений связаны с успехом спаривания самцов, предполагая, что украшения также играют роль в выборе партнера самками.
Типы украшений, которые предпочитают пятнистые шалашники, варьируются в зависимости от географического положения, что может указывать на то, что самки предпочитают самцов, которые собирают разные предметы в зависимости от их местонахождения.

### Гнездование

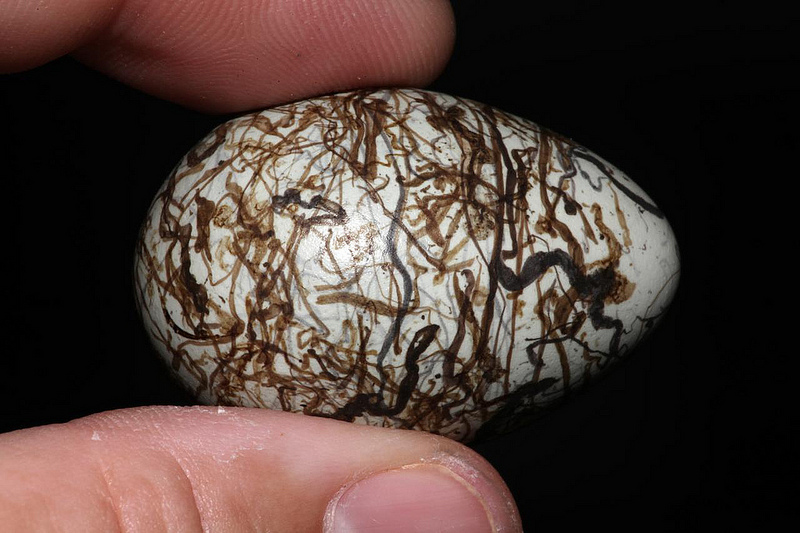
Яйцо пятнистого шалашника

Как и большинство шалашников, самцы не принимают участия в воспитании птенцов. Самки строят гнёзда на деревьях и кустах, но иногда и на лорантовых (Loranthaceae), в среднем на высоте 6 метров над землёй. Гнёзда состоят из чаши для яиц, из мелких прутиков, построенных на основании из более крупных прутиков. Кладка обычно представляет собой одно яйцо овальной формы бледно-зеленовато-серого цвета с узором "под барашек" тёмно-коричневого и чёрного цветов. Периоды инкубации и гнездования этого вида остаются неизвестными.